# Faza rozrządu
Fazy rozrządu w spalinowych silnikach tłokowych są to momenty otwarcia i zamknięcia zaworu ssącego i wydechowego w stosunku do górnego martwego położenia i  dolnego martwego położenia tłoka wyrażone w stopniach obrotu wału korbowego.